# 15230 Alona
15230 Alona (1987 RF1) là một tiểu hành tinh vành đai chính được phát hiện ngày 13 tháng 9 năm 1987 bởi H. Debehogne ở Đài thiên văn Nam Âu.